# Asura punctilineata
Asura punctilineata är en fjärilsart som beskrevs av Alfred Ernest Wileman. Asura punctilineata ingår i släktet Asura och familjen björnspinnare. Inga underarter finns listade i Catalogue of Life.